# Alepocephalus triangularis
Alepocephalus triangularis is een  straalvinnige vissensoort uit de familie van gladkopvissen (Alepocephalidae). De wetenschappelijke naam van de soort is voor het eerst geldig gepubliceerd in 1984 door Okamura & Kawanishi.